# ヴォール分解
糖質化学におけるヴォール分解（ヴォールぶんかい、英: Wohl degradation）は、アルドース鎖を短縮する手法である。古典的な例はグルコサミンのアラビノースへの変換である。この反応名はドイツの化学者アルフレート・ヴォール（1863年–1939年）に由来する。
ある改良法では、D-グルコースがヒドロキシアミンとナトリウムメトキシドとの反応によってグルコースオキシムへと変換される。第二段階において、酢酸中、酢酸ナトリウムを使った無水酢酸との反応によってペンタアセチルグリコノニトチルが形成される。この反応段階において、全てのヒドロキシ基がアセタート基に変換されるのと同時に、オキシムがニトリルへと変換される。
最終段階において、ナトリウムメトキシドのメタノール溶液が加えられ、全てのアセチル基が除去され、ニトリル基が脱離し、2位がアルデヒドとなる。

## ルフ＝フェントン分解
変法の一つであるルフ＝フェントン分解（Ruff–Fenton degradation; オットー・ルフ 1898年、H. J. H. フェントン 1893年）は、まず臭素と水酸化カルシウムを用いてアルドースをα-ヒドロキシカルボン酸へと変換し、次に硫酸鉄(III)と過酸化水素を用いた反応によって短くなったアルドースへと変換する。